# Canon antichar de 47 mm modèle 1937
Die Canon antichar de 47 mm modèle 1937 war eine Panzerabwehrkanone aus französischer Produktion, die im Zweiten Weltkrieg zum Einsatz kam. Das deutsche Heer übernahm als Beutewaffen 823 Stück als PaK 181(f) in den Panzerjägerkompanien der Infanterieregimenter.

## Entwicklung
Die Panzerabwehrkanone stammte von der von Hotchkiss et Cie konstruierten „Canon de 47 mm de marine modèle 1885“ ab, aus der nach einer Modernisierung die „Canon de 47 mm AC modèle 1934“ der Infanterie wurde. Nachdem es von der Infanterie zugunsten der beweglicheren Canon antichar de 25 mm Hotchkiss aufgegeben worden war, übernahm die Artillerie es und verbesserte es ab Dezember 1936 zum matériel de 47 modèle 1937.
Ihre hohe Qualität in Ballistik und Durchschlagskraft machte sie zu einer der leistungsfähigsten Kanonen ihrer Zeit. Sie konnte alle damals eingesetzten Panzer zerstören.
Die hohe Mündungsgeschwindigkeit verursachte einen hohen Verschleiß des Kanonenrohres. Man führte 1938 eine Veränderung ein, die den Austausch des Rohres erleichterte.
Eine Variante war die Canon de 47 mm AC modèle 1934; sie wurde nur in den Bunkern der Maginot-Linie verwendet.

## Munition
Die panzerbrechende Munition „Projectile de 47 mm perforant (47X380R) modèle 1936“ hatte pro Granate ein Gewicht von 1,726 kg und eine Mündungsgeschwindigkeit von 855 m/s.
Der Durchschlag durch Panzerstahl betrug bei einem Auftreffwinkel von 0°:
106 mm auf eine Entfernung von 100 Metern
89 mm auf eine Entfernung von 500 Metern
72 mm auf eine Entfernung von 1000 Metern
57 mm auf eine Entfernung von 1500 Metern
Die maximale Schussweite betrug 6500 Meter.
Spätere Versuche, die von der Wehrmacht durchgeführt wurden, ergaben einen Durchschlag durch Panzerstahl bei einem Auftreffwinkel von 30°:
57 mm auf eine Entfernung von 100 Metern
50 mm auf eine Entfernung von 500 Metern
42 mm auf eine Entfernung von 1000 Metern
36 mm auf eine Entfernung von 1500 Metern
Damit lag die Leistung der Kanone dicht an der der 5-cm-PaK 38.

## Produktion und Einsatz
Die Kanonenrohre wurden vom Arsenal de Bourges, die Lafetten bei Salmson, im Arsenal de Roanne, bei Delaunay-Belleville und bei Alstom hergestellt. Die Serienproduktion begann im Januar 1939 und endete im Juni 1940. Insgesamt wurden 1268 Geschütze produziert und 159 Batterien ausgerüstet.
Für das Geschütz und Munitionswagen wurden hauptsächlich Pferdegespanne eingesetzt. Die Kanone wurde vierspännig gefahren, so wie die 75-mm-Feldkanone. Wie die Umstände es erlaubten, wurden die Batterien mechanisiert und mit den leichten Zugmaschinen Citroën-Kégresse P17E ausgestattet. 75 Batterien erhielten den Lkw Laffly W 15 T als Zugfahrzeug. Weitere 70 Geschütze wurden in die Radpanzer „Laffly W 15 T“ eingebaut. Diese gehörten zu den motorisierten Panzerabwehrbatterien.
Insgesamt übernahm das deutsche Heer 823 PaK 181(f) und gliederte sie in Panzerjägerkompanien der Infanterieregimenter ein.
Eine unbekannte Anzahl dieser Kanone wurde auf den Gleiskettenschlepper Lorraine 37L montiert. Das Fahrzeug hatte die Bezeichnung „Panzerjäger-BehelfsSFL 4,7 cm Pak 181 (f)“ bzw. 183 (f).

## Weitere technische Angaben
Herstellerbezeichnung: 47 mm APX
Gesamthöhe: 1,21 m
Gewicht in Feuerstellung: 1050 kg
Gewicht in Fahrstellung: 1090 kg
Rohrlänge: 2,35 m
Kaliberlänge: L/53
Effektive Kampfentfernung: 1000 m
Maximale Schussweite: 6500 m
Fallkeilverschluss

## Varianten
47 mm SA 39 TAZ – eine Variante auf einer Dreibeinlafette mit 360° horizontalem Schwenkbereich; sie wurde nur als Prototyp produziert.